# Теодоровац
Теодоровац је насељено место у општини Ђурђеновац, Осјечко-барањска жупанија, Хрватска.

## Историја
До територијалне реорганизације у Хрватској био је у саставу старе општине Нашице.

## Становништво
На попису становништва из 2011. године, Теодоровац је имао 77 становника.
| Број становника према пописима | Број становника према пописима | Број становника према пописима | Број становника према пописима | Број становника према пописима | Број становника према пописима | Број становника према пописима | Број становника према пописима | Број становника према пописима | Број становника према пописима | Број становника према пописима | Број становника према пописима | Број становника према пописима | Број становника према пописима | Број становника према пописима | Број становника према пописима |
| ------------------------------ | ------------------------------ | ------------------------------ | ------------------------------ | ------------------------------ | ------------------------------ | ------------------------------ | ------------------------------ | ------------------------------ | ------------------------------ | ------------------------------ | ------------------------------ | ------------------------------ | ------------------------------ | ------------------------------ | ------------------------------ |
| 1857.                          | 1869.                          | 1880.                          | 1890.                          | 1900.                          | 1910.                          | 1921.                          | 1931.                          | 1948.                          | 1953.                          | 1961.                          | 1971.                          | 1981.                          | 1991.                          | 2001.                          | 2011.                          |
| 0                              | 0                              | 0                              | 0                              | 71                             | 62                             | 4                              | 104                            | 176                            | 182                            | 161                            | 113                            | 116                            | 98                             | 88                             | 77                             |

Напомена: Исказује се као део насеља од 1900. до 1921, а као насеље од 1931.

### Попис 1991.
На попису становништва 1991. године, насељено мјесто Теодоровац имало је 98 становника, следећег националног састава:
| Попис 1991.‍  | Попис 1991.‍  | Попис 1991.‍ | Попис 1991.‍ | Попис 1991.‍ |
| ------------ | ------------ | ----------- | ----------- | ----------- |
|              |              |             |             |             |
| Хрвати       | Хрвати       |             | 66          | 67,34%      |
| Срби         | Срби         |             | 28          | 28,57%      |
| неопредељени | неопредељени |             | 3           | 3,06%       |
| непознато    | непознато    |             | 1           | 1,02%       |
| ukupno: 98   |              |             |             |             |